# المرابطون والأندلس (مسلسل)
المرابطون والأندلس مسلسل درامي تاريخي إسلامي تشويق من إنتاج المركز العربي للإنتاج الإعلامي عام 2005، المنتج عدنان العوامله، المنتج التنفيذي طلال العوامله، كتابة جمال أبو حمدان، إخراج ناجي طعمي، بطولة سامر المصري، عابد فهد، فايز قزق، منذر رياحنة، مرح جبر، وآخرون.
يتناول المسلسل فترة قيام دولة المرابطين في المغرب، ومعركة الزلاقة بين المسلمين (أندلوسيون ومرابطون) والقشتاليون.

## الملخص
يتحدث العمل عن حقبة من أكثر حقب التاريخ العربي الإسلامي تميزاً وأشدها اضطراباً كانت ذات تأثير واسع وعميق على مجمل المسار التاريخي. إنها الفترة العاصفة من تاريخ الأندلس التي أسفرت عن تفتت دولة الأندلس الواحدة القوية إلى ممالك ودويلات متصارعة متناحرة فيما بينها تكيد كل منها للأخرى ما أعطى للقشتاليين فرصة الانقضاض عليها فيما سمي حروب الاسترداد التي مهدت فيما بعد للحروب الصليبية في المشرق.
حيث يدور حول ثلاثة محاور تنفصل وتتصل مع مجريات الأحداث التاريخية لتلك الفترة المميزة من التاريخ. فيرصد الخط الأول دولة المرابطين منذ بداية تكوّنها حول بذرة الجهاد في سبيل الله. ويرصد الخط الثاني الممالك الإيبيرية التي وحدّها بعد فرقة عداؤها للإسلام ولمسلمي الأندلس عربًا وبربرًا فأشعلت في عهد فرديناند حروب الاسترداد للقضاء على ممالكهم وعليهم. أما الخط الثالث فيرصد حالة الأندلس في انهيارها وتفتت وحدتها إلى ممالك ودويلات متناحرة فيما بينها طامعةً كل منها بالأخرى لكنها ضعيفة ذليلة.

## الممثلون
البطولة
عابد فهد في دور ألفونسو السادس.
سامر المصري في دور المعتمد بن عباد.
مرح جبر في دور اعتماد الرميكية.
فتحي الهداوي في دور يوسف بن تاشفين.
سلوم حداد في دور المعتضد بن عباد.
الممثلون الآخرون
وائل نجم في دور عبد الله بن ياسين.
عمار شلق في دور ابن عمار.
سهيل جباعي في دور أبو بكر بن عمر.
منذر رياحنة في دور سير بن أبي بكر.
ياسين حجام - أحمد العمري - علي عليان - محمد المجالي - محمد الإبراهيمي - تحسين خوالدة - أنور خليل - يوسف المقبل - علي الجراح - جيني أسبر - عبد الكريم الجراح - عبد المولى محترمين - سوزان سكاف - محمد الجندي - عبد السلام بو حسيني - سعيد الناجي - سليم شريقي - سهيل حداد - عبد الله أبو جيدة - فريد بدري حسون - جمال العباسي - الحسين الدجبتي - جواد علمي - محمد المريني - محمد العاطفي - لقمان ديركي.
نبيل المشيني في دور يحيى بن إبراهيم.
محمد القباني في دور معاذ بن قرة.
هشام هنيدي في دور وجاج بن الزلو.
نجاح سفكوني في دور يحيى بن عمر.
عبد الكريم القواسمي - رياض وردياني - فايز أبو دان - رامز عطا الله.
ضيوف العمل
رضوان عقيلي في دور راميرو.
سعد مينة في دور سحيم.
ديما الجندي في دور شهد.
غزوان الصفدي في دور الجوهر.
أكرم الحلبي - أدهم مرشد - ألان زغبي - علي القاسم.
ضيوف الشرف
رفيق علي أحمد في دور الملك فردناندو.
نادين خوري في دور الدونا أوراكا.
زهير حسن - ناريمان عبد الكريم.
ملوك الطوائف
زهير النوباني في دور ملك بطليوس.
هاني الروماني في دور ملك قرطبة.
خضر بيضون في دور ملك طليطلة.
إسكندر عزيز في دور ملك غرناطة.